# Mirepoix-sur-Tarn
 Mirepoix-sur-Tarn  es una población y comuna francesa, en la región de Mediodía-Pirineos, departamento de Alto Garona, en el distrito de Toulouse y cantón de Villemur-sur-Tarn.
Es una etapa de peregrinaje del Camino de Santiago, en la llamada Via Tolosana por la alternativa de Carcasona.

## Demografía
| 339 | 340 | 342 | 399 | 476 | 537 |
| Para los censos de 1962 a 1999 la población legal corresponde a la población sin duplicidades (Fuente: INSEE [Consultar]) |     |     |     |     |     |

## Monumentos

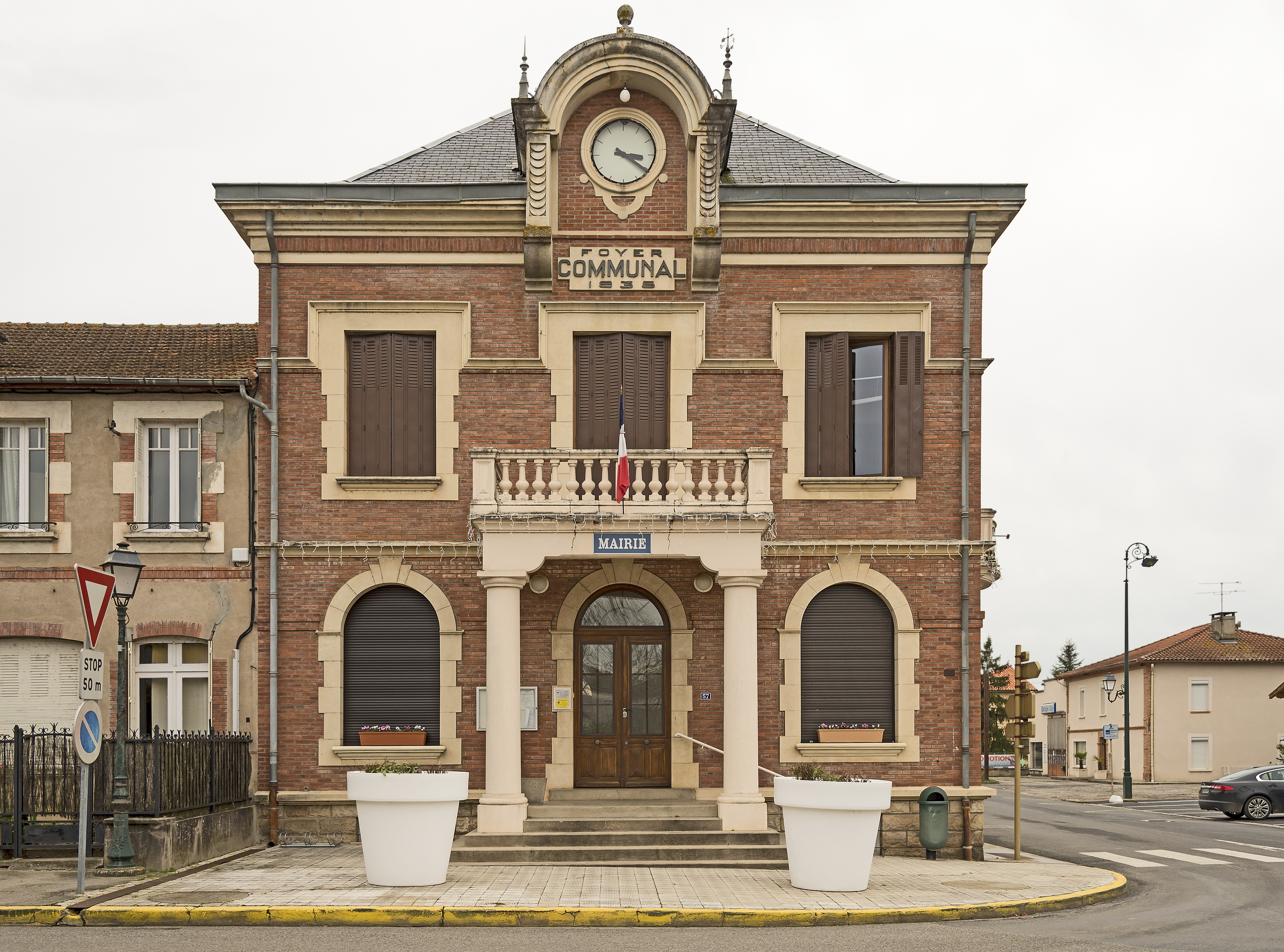
El ayuntamiento.
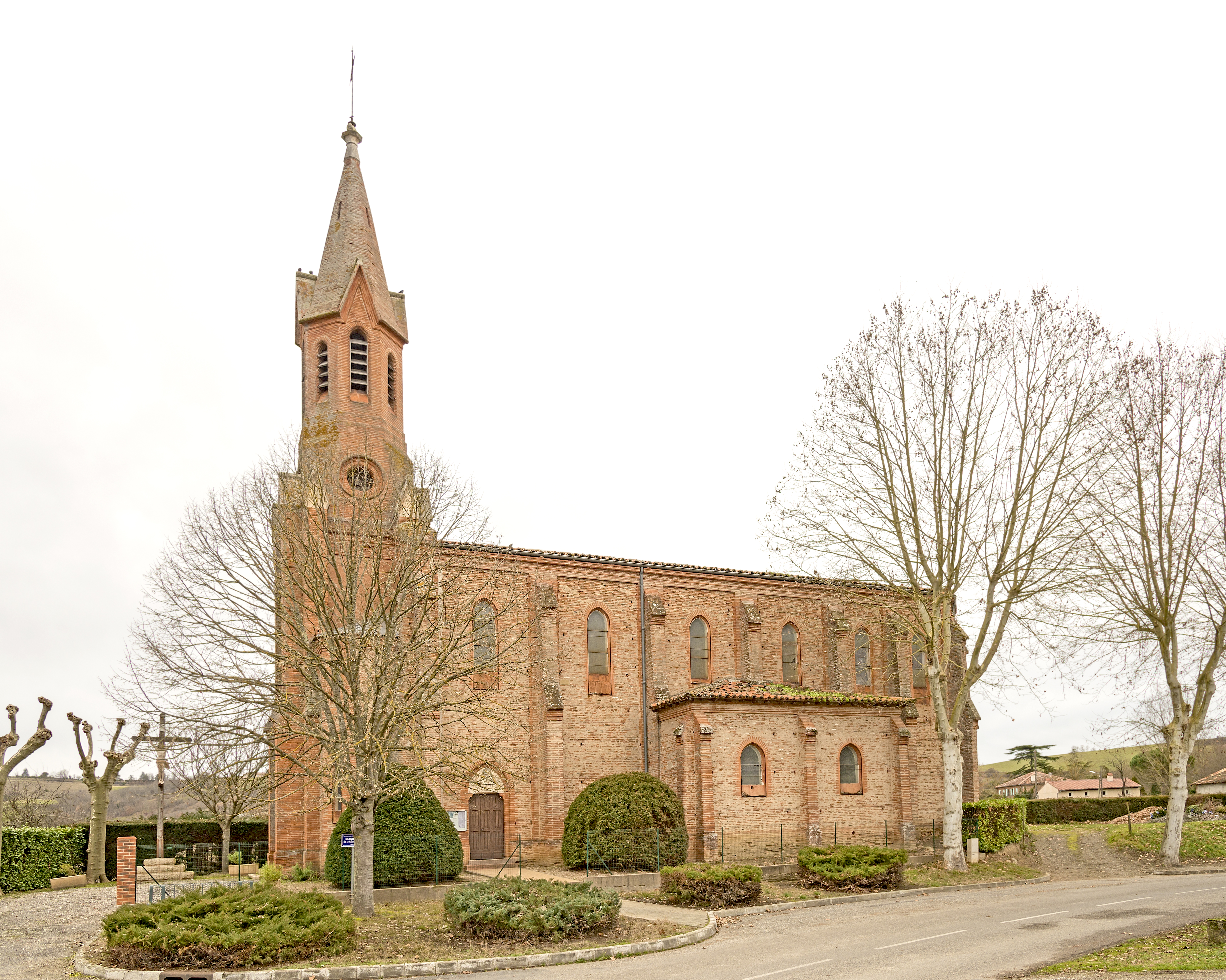
Iglesia.